# Âne marron
Pour les espèces sauvages, voir Âne sauvage.

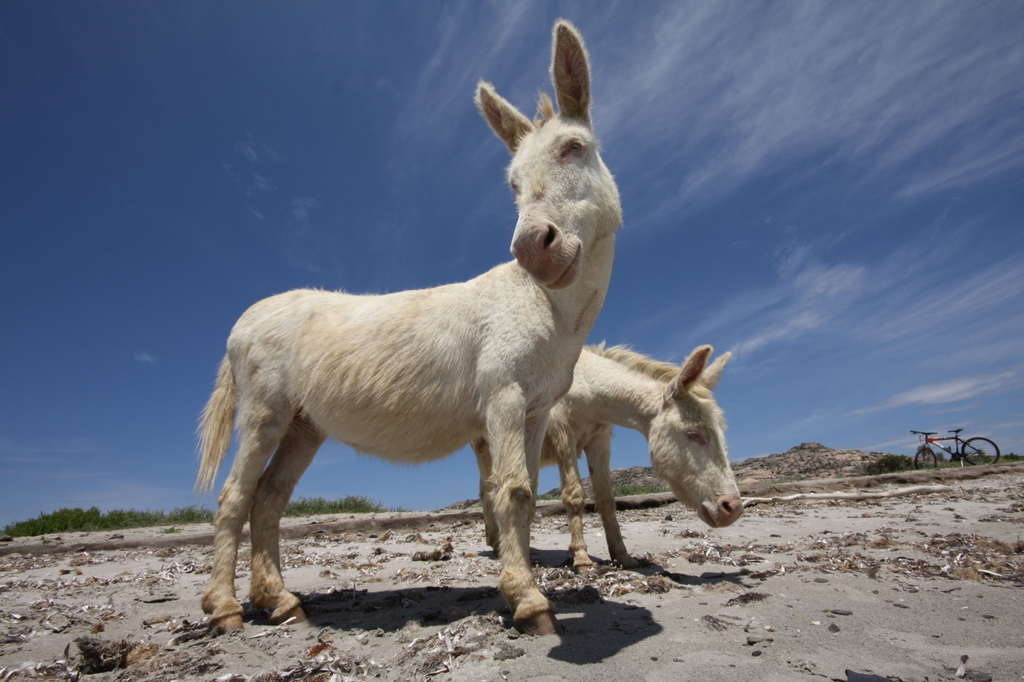
Un âne de l'Asinara, une race marronne de l'île éponyme, en Sardaigne.

Un âne marron, appelé aussi âne féral ou âne ensauvagé, est un Âne domestique (Equus asinus asinus) qui est retourné à l'état sauvage ou semi-sauvage par le phénomène du marronnage. Il ne doit pas être confondu avec l'Âne sauvage d'Afrique (E. a. africanus), qui est l'ancêtre sauvage de ce dernier et qui n'a jamais été domestiqué.
L'âne marron peut avoir côtoyé des êtres humains ou bien être né loin d'eux, de sorte que la différence entre lui et un individu domestique proprement dit n'est pas génétique mais uniquement éthologique, c'est-à-dire liée à son mode de vie. Dans certaines régions où l'âne n'est pas une espèce d'origine indigène, les populations marronnes ont proliféré et peuvent poser de graves problèmes environnementaux, devenant même par endroits une espèce envahissante.